# بين فيلد
بين فيلد (بالإنجليزية: Ben Field)‏ هو ممثل بريطاني (وحمل سابقاً جنسية المملكة المتحدة لبريطانيا العظمى وأيرلندا)، ولد في 1876 بلندن في المملكة المتحدة، وتوفي في 21 أكتوبر 1939.

## وصلات خارجية
- بين فيلد على موقع IMDb (الإنجليزية)
- بين فيلد على موقع قاعدة بيانات برودواي على الإنترنت (الإنجليزية)
- بين فيلد على موقع قاعدة بيانات الفيلم (الإنجليزية)